# Rodrigo de la Serna
Rodrigo de la Serna (ur. 18 kwietnia 1976 w Buenos Aires) – argentyński aktor filmowy i telewizyjny oraz muzyk.

## Kariera
Duży sukces odniósł wcielając się w postać Alberta Granady w filmie Dzienniki motocyklowe (2004) Waltera Sallesa. Za rolę tę otrzymał nagrodę Independent Spirit w kategorii najlepszy debiut aktorski. Znany jest również z roli Palermo w hiszpańskim serialu Dom z papieru (2017).
W 2005 roku wraz z trójką przyjaciół: Juanem Pablo Díazem Hermelo, Blasem Albertim oraz Fabiem Bramuglią utworzył zespół muzyczny o nazwie Rodrigo y "El Yotivenco".

## Filmografia[6]
| Rok  | Tytuł                             | Rola                        |
| ---- | --------------------------------- | --------------------------- |
| 2018 | Jukatan                           | Clayderman                  |
| 2016 | Oszukać złodzieja                 | Urugwajczyk                 |
| 2016 | Inseparables                      | Tito                        |
| 2015 | Camino a La Paz                   | Sebastian                   |
| 2014 | Historia de un cura               | Młody Jorge Mario Bergoglio |
| 2014 | Chiamami Francesco                | Jorge Maria Bergoglio       |
| 2011 | Mía                               | Manuel                      |
| 2010 | Antes del estreno                 | Hernán                      |
| 2010 | San Martín: El cruce de Los Andes | Generał José de San Martín  |
| 2009 | Tetro                             | José                        |
| 2006 | Historia pewnej ucieczki          | Claudio Tamburrini          |
| 2004 | Dzienniki motocyklowe             | Alberto Granado             |
| 2003 | Boca de fresa                     | Oscar                       |
| 2001 | Gallito Ciego                     | Facundo                     |
| 2000 | Nueces para el amor               | Armando                     |
| 1999 | Ta sama miłość, ten sam deszcz    | Micky                       |

### Seriale
| Rok  | Tytuł                | Rola                   |
| ---- | -------------------- | ---------------------- |
| 2019 | Dom z papieru        | Palermo                |
| 2018 | El Lobista           | Matías Franco          |
| 2016 | Llámame Francisco    | Jorge Bergoglio        |
| 2006 | Braterska spółka     | Franco Montero         |
| 2005 | Złodziejska liga     | Enzo                   |
| 2000 | Calientes            | Leónidas Raimondo      |
| 1999 | Campeones de la vida | Gregorio "Goyo"        |
| 1999 | Vulnerables          | Flavio Centurión       |
| 1997 | Naranja y media      | Juan Sensato Gutiérrez |